# Antalieptė
Antalieptė est un village de la municipalité du district de Zarasai. Sa population est de 359 habitants (2001).

## Histoire
Lors du recensement de 1897, 85,5% des habitants du shtetl étaient de religion juive. Des juifs émigrent dans la période de l'entre-deux guerres et ceux qui sont restés sont assassinés lors de la Shoah,